# Richia limenia
Richia limenia là một loài bướm đêm trong họ Noctuidae.